# Halimolobeae
Halimolobeae es una tribu de plantas pertenecientes a la familia Brassicaceae. El género tipo es Halimolobos Tausch

## Géneros
- Cibotarium O. E. Schulz = Sphaerocardamum S. Schauer
- Exhalimolobos Al-Shehbaz & C. D.
- Halimolobos Tausch
- Halimolobus Tausch, orth. var. = Halimolobos Tausch
- Hartwegiella O. E. Schulz = Mancoa Wedd.
- Heterothrix (B. L. Rob.) Rydb. = Pennellia Nieuwl.
- Lamprophragma O. E. Schulz = Pennellia Nieuwl.
- Mancoa Wedd.
- Pennellia Nieuwl.
- Poliophyton O. E. Schulz = Mancoa Wedd.
- Sphaerocardamum S. Schauer